# Karla Riley
Karla Paola Riley Serracín (* 18. September 1997 in San Miguelito) ist eine panamaische Fußballspielerin.

## Karriere

### Klub
Sie begann ihre Karriere beim lokalen Sporting FC und wechselte danach 2019 für kurze Zeit zu Universatorio. Von hier aus wiederum wechselte sie ebenfalls im selben Jahr weiter nach Spanien, wo sie nun für die Mannschaft des CD Pozoalbense auflief. Im August 2021 schloss sie sich dann bis zum Ende des Jahres hier noch einmal dem CD Santa Teresa an, bis sie dann Anfang 2022 zurück nach Panama ging. Dort war sie nun bis zum Sommer des Jahres für den Tauro FC aktiv. Danach spielte sie bis zum Ende des Jahres in Mexiko für Cruz Azul und seit Anfang 2023 in Costa Rica bei Sporting San José.

### Nationalmannschaft
Bei der panamaischen A-Nationalmannschaft hatte sie ihr Debüt im Jahr 2017. Nach dem CONCACAF Women’s Gold Cup 2018 war sie mit beim internationalen Playoff um einen Startplatz bei der WM 2019 dabei. Hier unterlag ihr Team aber im Hin- und Rückspiel. Zumindest bei letzterem gelang ihr noch eine Vorlage. Ihre ersten Einsätze bei einem großen Turnier sind dann von der CONCACAF W Championship 2022 bekannt, für welche sie sich mit ihren Mitspielerinnen wieder qualifizierte. Hier kam sie in allen Gruppenspielen zum Einsatz, schied jedoch mit ihrem Team dann nach der Vorrunde aus. Durch die Platzierung auf dem dritten Platz durfte die Mannschaft aber am Playoff-Turnier um einen Startplatz bei der Weltmeisterschaft 2023 teilnehmen. Hier schaffte es ihr Team schlussendlich dann auch sich für die WM zu qualifizieren, jedoch wurde sie in keinem der Spiele eingesetzt.